# G-14
G-14（ジーフォーティーン）は、かつてヨーロッパの主要サッカークラブにより構成されていた圧力団体のひとつである。「ヨーロッパビッグクラブ連合体」とも呼ばれ、欧州サッカー連盟（UEFA）や国際サッカー連盟（FIFA）に対し、様々な要求を行っていた。2008年1月15日、UEFAおよびFIFAと和解し解散した。UEFA加盟53の国や地域から103のクラブが、新たに設立された欧州クラブ協会（ECA）に移行した。

## 概要
UEFAの正式な意思決定にクラブが関われないという不満を持つ14クラブにより、2000年9月に創設された。その後、2002年8月にメンバーを4クラブ増やし、18クラブとなった（組織の名称はそのまま）。公式な権力は持たないものの、様々な欧州主要クラブの声を代表する圧力団体であった。
G-14はUEFAとFIFAに対して、代表選手への報酬問題や過密日程問題などで様々な要求を行っていた。この団体に加盟するクラブは、現在までに多くのUEFAチャンピオンズリーグで優勝を成し遂げてきた、いわゆる世界的な「ビッグクラブ」が殆どである。事実、G-14に所属するクラブは過去51シーズン中41もの欧州タイトルを保持している。

## 影響力
G-14に加盟するクラブは概して戦力的に非常に高いレベルを有しており、ブラジル、アルゼンチン、スペイン、ドイツ、フランス、イングランド、イタリア、オランダといったサッカー強豪国の選手が数多く在籍している。2006年に開かれたFIFAワールドカップ・ドイツ大会に参加した選手の22％がG-14に加盟するクラブに在籍する選手であり、そういった背景もあってFIFAにおいてもG-14の要求は大きな影響力を持っていた。

## 賠償請求の経緯
長年にわたり、代表選手の所属するクラブ側は代表の国際試合で選手が負傷した場合など何らかの形の代償金を各国サッカー協会もしくはFIFAが支払うよう主張してきた。対して、各国サッカー協会及びFIFAはその要求に応じてこなかった。
2004年11月、国際Aマッチのモロッコ対ブルキナファソ戦で、ベルギーリーグ1部のシャルルロワ所属のモロッコ代表MFアブデルマジド・ウルメルスが全治8か月の大怪我を負った。それまで好調を維持してきたシャルルロワは、中心選手であったウルメルスを欠いたこともあり失速し、2004-05シーズンのベルギーリーグ優勝を逃した。シャルルロワはFIFAに対し損害賠償を求める訴訟を起こした。この問題が欧州の全クラブにとり、極めて重要であると認識したG-14はシャルルロワを支援。さらに、シャルルロワの訴えに便乗する形で、FIFAに対し過去10年間の代表試合における選手負傷の賠償金として8億6000万ユーロ（当時1,204億円）という莫大な額を請求した。
2007年5月には、発言力を高め、さらに圧力をかける為、G-14は欧州だけでなく南米やアフリカのクラブも参加させて、加盟クラブを倍にする考えを明らかにした。対して、2007年1月26日にUEFA会長に就任したミシェル・プラティニは、以前から現在におけるビジネス偏重のサッカー界を批判していたこともあり、G-14に対し、同年5月27日、グループの解散と損害賠償請求の取り下げを要求した。
2008年1月15日、UEFA及びFIFAとの交渉の末和解し、UEFA及びFIFAが代償金を支払う代わりに、G-14の解散とアブデルマジド・ウルメルスの訴訟も含め当時係争中だった全ての訴えの取り下げで合意した。G-14は解散し、UEFA加盟53の国や地域から103のクラブが欧州クラブ協会（ECA）を設立した。
合意事項に基づき、UEFAはUEFA EURO 2008本大会から代償金を支払うことになり、同大会では総額3,200万ポンド（約43億4000万円）、大会に参加した選手1人につき大会期間中1日当たり3,000ポンド（約40万円）を様々なクラブに支払った。FIFAは合意事項に基づき、FIFAワールドカップ・南アフリカ大会より補償金を支払うことになり、2009年12月3日、同大会に出場する選手の各所属クラブに、総額約4,000万ドル（約35億円）、選手1人につき大会期間中1日1,600ドル（約14万円）を支払うと発表した。これらの代償金は大会で負傷した選手のクラブのみに支払うのではなく、大会に参加した全選手の所属クラブに一律に支払う。また、代償金はUEFA及びFIFAの大会の予選ではなく、本大会のみがその対象である。なお、代表の国際試合での選手の負傷などの損害賠償金についてはこの時点では未解決のままであった。

## メンバー

### 加盟クラブ
- レアル・マドリード
- バルセロナ
- マンチェスター・ユナイテッド
- リヴァプール
- ユヴェントス
- ACミラン
- インテル
- バイエルン・ミュンヘン
- ドルトムント
- ポルト
- PSVアイントホーフェン
- アヤックス
- パリ・サンジェルマン
- マルセイユ

### 追加加盟クラブ
- アーセナル
- レバークーゼン
- リヨン
- バレンシア